# My Dad Is Dead
My Dad Is Dead est un groupe de rock américain formé en 1984, originaire de Cleveland, dans l'Ohio. Il s'agit en fait d'un quasi projet solo mené par Mark Edwards. Le son du groupe est particulièrement influencé par The Fall et le post-punk. John McEntire a temporairement fait partie du groupe. Depuis la fin du groupe en 2011, Mark Edwards enregistre sous le nom de Secular Joy et est installé à Chapel Hill.

## Biographie
Mark Edwards joue d'abord de la batterie au tout début des années 1980, dans des groupes comme Thermos of Happiness et Riot Architecture avant qu'ils ne se séparent tous les deux en 1984. En août la même année, Edwards commence à apprendre la guitare et à jouer sous le nom de My Dad Is Dead. Les premiers concerts font usage du chant et de la guitare, accompagné d'une boite à rythmes. Le nom du groupe fait référence à la mort du père d'Edwards alors qu'il était âgé de 21 ans.
Après la sortie d'une cassette démo indépendante en 1985, Edwards publie ...and He's Not Gonna Take It Anymore au label local St. Valentine en 1986. Un deuxième album, intitulé Peace, Love and Murder, est publié un an plus tard chez Birth Records. Edwards signe au label Homestead Records au début de 1988, et publie trois albums : The Best Defense, Let's Skip The Details, puis The Taller You Are, the Shorter You Get, ce dernier étant publié en 1989. Let's Skip the Details est aussi le premier album à faire participer des musiciens autre qu'Edwards.
Le double-vinyle Shine, Chopping Down the Family Tree, et Out of Sight, Out of Mind, sont tous publiés chez Scat Records en 1990, 1991, et 1993 respectivement. 1995 voit la sortie du split Emperor Jones/Trance Syndicate intitulé For Richer, for Poorer, et aussi l'entrée de My Dad Is Dead dans la série des EP Hello Recording Club. Emperor Jones publie aussi Everyone Wants the Honey But Not the Sting en 1997. En 2002, Vital Cog sort The Engine of Commerce. A Divided House et A New Clear Route sont publiés indépendamment au label d'Edwards, Unhinged, en 2005 et 2009, et en 2011, le groupe se sépare.